# Silly-Tillard
Silly-Tillard település Franciaországban, Oise megyében. Lakosainak száma 452 fő (2022. január 1.). Silly-Tillard Laboissière-en-Thelle, Le Coudray-sur-Thelle, Hodenc-l’Évêque, Noailles, Ponchon és La Drenne községekkel határos.

## Népesség
A település népessége az elmúlt években az alábbi módon változott:
| Lakosok száma | 471  | 439  | 449  | 440  | 445  | 450  | 455  | 453  | 452  |
|               | 2013 | 2015 | 2016 | 2017 | 2018 | 2019 | 2020 | 2021 | 2022 |